# Handlungskompetenzbereich
Handlungskompetenzbereiche (kurz HKB) sind thematische Kompetenzfelder innerhalb der kaufmännischen Grundbildung der Berufsbildung 2030 in der Schweiz. Sie strukturieren die Ausbildung von Kaufleuten mit eidgenössischem Fähigkeitszeugnis (EFZ) in fünf Hauptbereiche, die sowohl im schulischen Unterricht als auch in der betrieblichen Praxis angewendet werden.

## Hintergrund
Die kaufmännische Grundbildung ist ein eidgenössisch geregelter Beruf mit einer Ausbildungsdauer von in der Regel drei Jahren. Sie wird nach der Bildungsverordnung Kaufmann/Kauffrau EFZ und dem zugehörigen Bildungsplan durchgeführt. Die Handlungskompetenzbereiche wurden im Rahmen der KV-Reform 2023 neu definiert, um die Ausbildung stärker auf überfachliche Kompetenzen, Selbstständigkeit und Digitalisierung auszurichten.

## Die fünf Handlungskompetenzbereiche
Gemäss Bildungsplan sind die HKB wie folgt definiert:
1. HKB A – Sprache und Kommunikation: Mündliche und schriftliche Kommunikation in Deutsch und Fremdsprachen; Präsentations- und Gesprächsführungskompetenz.
2. HKB B – Gesellschaft: Politische, wirtschaftliche und rechtliche Grundlagen; gesellschaftliche Verantwortung, Nachhaltigkeit und Ethik.
3. HKB C – Wirtschaft und Gesellschaft: Grundlagen der Volks- und Betriebswirtschaft; Marktmechanismen; Unternehmensprozesse und wirtschaftliche Zusammenhänge.
4. HKB D – Prozesse und Dienstleistungen: Gestaltung und Optimierung von Geschäftsprozessen; Kundenorientierung; Qualitätsmanagement und organisatorische Abläufe.
5. HKB E – Information, Kommunikation, Administration (IKA): Nutzung digitaler Werkzeuge; Datenverwaltung; Büroorganisation; digitale Zusammenarbeit und Informationssicherheit.

## Umsetzung in der Ausbildung
Die Handlungskompetenzbereiche sind sowohl in den schulischen Fächern als auch in den betrieblichen Ausbildungszielen verankert. Sie dienen als Grundlage für die Planung des Unterrichts, die Gestaltung von überbetrieblichen Kursen und die Durchführung von Qualifikationsverfahren. In der betrieblichen Praxis werden sie über die Leistungsziele der jeweiligen Branchen konkretisiert.

## Prüfungsrelevanz
In der Abschlussprüfung (Qualifikationsverfahren) werden die Handlungskompetenzbereiche integriert geprüft. Prüfungsaufgaben verbinden in der Regel mehrere HKB, um vernetztes Denken und praxisnahes Handeln zu fördern.